# كريس بيرس
كريس بيرس (بالإنجليزية: Chris Pearce)‏ (7 أغسطس 1961 بنيوبورت في المملكة المتحدة - ) هو لاعب كرة قدم ويلزي في مركز حراسة المرمى. لعب مع برادفورد سيتي وبلاكبيرن روفرز وبورت فايل ونادي أكرينغتون ستانلي ونادي بارنسلي ونادي بيرنلي ونادي روتشديل ونادي ريكسهام ووولفرهامبتون واندررز ونادي تشورلي وفليتوود تاون وRossendale United F.C. ‏.

## وصلات خارجية
- كريس بيرس على موقع قاعدة بيانات كرة القدم.إي يو (الإنجليزية)